# Commission du Vieux Paris
Pour les articles homonymes, voir CVP.
La Commission du Vieux Paris (CVP) est une commission municipale parisienne, créée en 1897 avec pour principale mission de réfléchir à la politique patrimoniale et d’urbanisme de la ville de Paris et de rendre des avis.

## Histoire
La commission a été instituée par arrêté du 18 décembre 1897 pris par le préfet de la Seine Justin de Selves, sur la proposition d'Alfred Lamouroux déposée le 15 novembre précédent en conseil municipal. Elle porte une attention particulière à la préservation et à la valorisation des édifices, des sites et des quartiers parisiens ainsi que des vestiges archéologiques.
La Commission du Vieux Paris se réunit chaque mois afin d’examiner les permis de démolir déposés à la direction de l’urbanisme de la ville de Paris et de débattre de l’actualité patrimoniale parisienne. Elle émet des avis consultatifs. Elle a par exemple permis de sauver de la destruction une partie du Marais et du quartier Saint-Germain-des-Prés à une époque où il était question de prolonger la rue de Rennes jusqu'à la Seine.
Après avoir occupé l'hôtel de Chalon-Luxembourg (4e arrondissement) puis la Rotonde de la Villette (19e arrondissement), elle s'installe en 2004 dans l'hôtel Cromot du Bourg, situé rue Cadet (9e arrondissement), partiellement rénové pour cette affectation.
Depuis l'origine, les procès-verbaux des séances sont publiés. Entre 1978 et 2001, la Commission a édité les Cahiers de la Rotonde  (ISSN 0183-536X) ; puis, à partir de 2004, la revue semestrielle Paris Patrimoine : Histoire de l'architecture et archéologie  (ISSN 1772-3094). Depuis 2006, les comptes rendus illustrés de ses séances sont disponibles sur le site de la mairie de Paris.
Le secrétariat permanent de la Commission est assuré par le département d’Histoire de l’architecture et d’archéologie de Paris (DHAAP), service de la direction des Affaires culturelles qui est également le service archéologique municipal. Ses locaux sont situés dans le 18e arrondissement.
Si les avis de la Commission demeurent consultatifs, leur expertise leur confèrent un certain poids. Ces avis, appelés « vœux », sont transmis au maire de Paris et publiés au Bulletin municipal officiel (BMO).
Durant le mandat de Bertrand Delanoë, elle s'est ainsi opposée au conseil municipal au sujet des chantiers de démolition (dans leur totalité ou pour certains éléments des bâtiments) de la halle Freyssinet (que le ministère de la Culture a finalement classé Monument historique), des serres d'Auteuil, du stade Jean-Bouin, de la piscine Molitor, du cinéma Le Louxor ainsi que de la poste centrale du Louvre et de La Samaritaine, ces deux derniers étant destinés à accueillir des hôtels de luxe. La Commission a également reproché à la ville le délabrement des églises et le sacrifice de l'architecture ancienne.
En août 2014, Le Canard enchaîné affirme que la nouvelle maire de Paris, Anne Hidalgo (adjointe à l'urbanisme sous la précédente mandature) a l'intention d'enterrer la Commission du Vieux Paris en la remaniant largement, notamment en sélectionnant elle-même les dossiers et en imposant le secret des débats. Finalement, ce projet non validé par le Conseil de Paris n'aboutit pas. En septembre 2014, de nouveaux membres de la Commission sont désignés. Le président en est Bernard Gaudillère, conseiller de Paris et ancien directeur de cabinet de Bertrand Delanoë.
En 2020, la Mairie de Paris réaffirme sa volonté de remodeler la Commission, au risque de rallumer la polémique,. Finalement, début 2021, c'est un membre de l'opposition, Jean-François Legaret, qui est choisi pour présider la Commission, succédant à Bernard Gaudillère.

## Membres
La Commission compte 55 membres, réunissant trois types d’acteurs, intéressés par les questions du patrimoine : des élus du Conseil de Paris, des services de l’administration et des représentants de la société civile (experts, universitaires, journalistes et présidents d’association). Cette confrontation tripartite permet de regrouper des personnalités complémentaires et ancre les débats dans l’actualité scientifique et patrimoniale.
Traditionnellement, les membres étaient nommés à vie afin de renforcer leur indépendance et de ne pas subir des pressions de la part de l'exécutif municipal. Depuis 2003, les 55 membres siègent pour la durée du mandat, conformément aux prescriptions du Code général des Collectivités territoriales. Les 15 élus sont désignés par le Conseil de Paris. Les personnalités qualifiées sont nommées par le maire de Paris.

### Membres de 2003 à 2008

#### Personnalités qualifiées, nommées par le maire
- Dominique Alba, directrice générale du pavillon de l'Arsenal
- Béatrice de Andia, déléguée générale de l'action artistique de la ville de Paris
- Jean-Pierre Babelon, conservateur général du patrimoine, membre de l’Institut
- Michel Balard, historien médiéviste, professeur à l'Université Panthéon-Sorbonne
- Guy Bellargent, notaire, vice-président du Conseil supérieur du notariat
- Pierre Casselle, archiviste paléographe, conservateur général, directeur de la Bibliothèque de l'hôtel de ville de Paris
- François Chaslin, architecte et critique d’architecture
- Marie-Jeanne Dumont, secrétaire générale de la commission à compter de 2007, professeure à l'École nationale supérieure d'architecture de Paris-Belleville
- Pierre-Antoine Gatier, architecte en chef des monuments historiques
- Dominique Hervier, Conservatrice générale du Patrimoine
- Pierre Housieaux, président de l'association Sauvegarde du Paris historique
- Daniel Imbert, conservateur des œuvres d’art religieuses et civiles de la Ville de Paris
- Pierre Joste, membre de la Société pour la protection des paysages et de l'esthétique de la France (S.P.P.E.F.)
- Thierry de l'Épine, prêtre du diocèse de Paris
- Maurice Laurent, architecte voyer
- Michel Le Moël, Conservateur général du Patrimoine, président de la Société de l'histoire de France
- Jean-Marc Léri, directeur du Musée Carnavalet
- François Loyer, vice-président et secrétaire général de la commission jusqu'en 2007, professeur de l'histoire de l'art et de l'architecture français
- Agnès Masson, directrice des Archives de Paris
- Caroline Mathieu, conservatrice en chef au Musée d'Orsay
- Olivier de Monicault, président de SOS Paris
- François Monnier, directeur d'études à l'École pratique des hautes études (EPHE)
- Thierry Paquot, professeur à l’Institut d'urbanisme de Paris (éditeur revue « Urbanisme »)
- Christian Prévost-Marcilhacy, inspecteur honoraire des monuments historiques
- Bernard Rouleau, maître de conférences à l'Université Panthéon-Sorbonne, directeur de l'École de cartographie de Paris
- Michel Schulman, président de l'Association des journalistes du patrimoine
- Georges Weill, archiviste paléographe

#### Conseillers de Paris, désignés par le Conseil de Paris
- Dominique Bertinotti
- Florence Bourillon
- Jacques Bravo
- Claire de Clermont-Tonnerre
- Yves Contassot
- Fabienne Giboudeaux
- Moïra Guilmart, présidente de la Commission à compter de 2004
- Jean-François Legaret
- Hélène Macé de l’Epinay
- Sandrine Mazetier, présidente de la commission jusqu'en 2004
- Alain Morell
- Patrick Perrin
- Jean Vuillermoz

### Membres de 2008 à 2014

#### Personnalités qualifiées, nommées par le maire
- Dominique Alba, directrice générale du Pavillon de l'Arsenal
- Arlette Auduc, cheffe du service Patrimoine et Inventaire de la Région IDF
- Jean-Pierre Babelon, conservateur général du patrimoine, membre de l’Institut
- Michel Balard, historien médiéviste, professeur à l'Université Panthéon-Sorbonne
- Jean-François Belhoste, directeur d'études à l'École pratique des hautes études (EPHE), Savoirs et Pratiques du Moyen Âge au XIXe siècle
- Élisabeth Borne, directrice de l'urbanisme
- Pierre Bortolussi, inspecteur général des monuments historiques, architecte en chef des monuments Historiques
- Karen Bowie, historienne d’art, professeur en Histoire et Cultures architecturales à l’École nationale supérieure d'architecture de Paris-La Villette
- Henri Bresler, architecte, historien de l’architecture
- Jean-François Cabestan, Maître de conférences à l'Université Panthéon-Sorbonne, histoire de l'art et archéologie
- Pierre Casselle, archiviste paléographe, conservateur général, directeur de la Bibliothèque de l'hôtel de ville de Paris
- François Chaslin, architecte et critique d’architecture
- Paul Chemetov, architecte et urbaniste
- Olivier Cinqualbre, conservateur du département d’architecture du Musée national d'Art moderne
- Marc Deming, historien de l'architecture, maître de conférences à l'École nationale supérieure d'architecture de Paris-Belleville
- Marie-Jeanne Dumont, secrétaire générale de la commission jusqu'en 2011, professeure à l'École nationale supérieure d'architecture de Paris-Belleville
- Françoise Dubost, directrice de recherche au CNRS
- Mireille Grubert, directrice de l’École de Chaillot
- Solenn Guevel, chercheuse à l'IPRAUS et enseignante à l'École nationale supérieure d'architecture de Paris-Belleville
- Moïra Guilmart, ancienne présidente de la commission, ancienne adjointe au Maire de Paris, chargée du patrimoine
- Françoise Hamon, professeure d’histoire du patrimoine à l’Université Paris-Sorbonne
- Pierre Housieaux, président de l'association Sauvegarde du Paris historique
- Daniel Imbert, secrétaire général de la commission à compter de 2013, conservateur des œuvres d’art religieuses et civiles de la Ville de Paris
- Maurice Laurent, architecte voyer
- Jean-Marc Léri, directeur du Musée Carnavalet
- Agnès Masson, directrice des Archives de Paris
- Claude Mignot, historien de l’architecture, professeur à l'Université Paris-Sorbonne, Centre André-Chastel
- Olivier de Monicault, président de SOS Paris
- Jacques Monthioux, directeur du Patrimoine et de l'architecture
- Monique Mosser, historienne de l’art, de l’architecture et des jardins, ingénieur d’études au CNRS, Centre André-Chastel
- Christian Nicol, directeur du logement et de l'habitat
- Thierry Paquot, professeur à l’Institut d'urbanisme de Paris (éditeur revue « Urbanisme »)
- Jean-Paul Philippon, architecte-conseil de l'État
- Antoine Picon, directeur de recherches à l'École des Ponts ParisTech et professeur à la Harvard Graduate School of Design
- Pierre Pinon, Professeur à l'École nationale supérieure d'architecture de Paris-Belleville
- Christian Prévost-Marcilhacy, inspecteur honoraire des monuments historiques
- François Robichon, secrétaire général de la commission de 2011 à 2013, historien de l'art, professeur à l'Université Lille-III
- Dany Sandron, professeur d'Art et d'Archéologie à l'Université Paris-Sorbonne, Centre André-Chastel
- Michel Schulman, président de l'Association des journalistes du patrimoine
- Emmanuelle Toulet, directrice de la Bibliothèque historique de la ville de Paris

#### Conseillers de Paris, désignés par le Conseil de Paris
- Dominique Bertinotti
- Hélène Bidard
- Céline Boulay-Espéronnier
- Colombe Brossel, présidente de la commission jusqu'en 2009
- Catherine Bruno
- Claire de Clermont-Tonnerre
- Yves Contassot
- Michel Dumont
- Bernard Gaudillère
- Christophe Girard
- Jean-François Legaret
- Hélène Macé de l’Epinay
- Philippe Moine
- Alain Morell
- Danièle Pourtaud, présidente de la commission à compter de 2009
- Karen Taïeb
- Pauline Véron

### Membres de 2014 à 2020

#### Personnalités qualifiées, nommées par la maire
- Dominique Alba, architecte, directrice générale de l’Atelier parisien d'urbanisme
- Ann-José Arlot, architecte, inspectrice générale des Affaires culturelles
- Jean-Pierre Babelon, conservateur général du patrimoine, membre de l’Institut
- Jean-Marc Blanchecotte, architecte urbaniste en chef de l’État, architecte du patrimoine, ancien chef du Service territorial de l’architecture et du patrimoine de Paris
- Karen Bowie, historienne d’art, professeur en Histoire et Cultures architecturales à l’École nationale supérieure d'architecture de Paris-La Villette
- Henri Bresler, architecte, historien de l’architecture
- Catherine Bruant, ingénieur de recherche, directrice du laboratoire de recherche de l’École nationale supérieure d’architecture de Versailles
- François Brugel, architecte, enseignant à l’École nationale supérieure d'architecture de Paris-Belleville
- Pierre Casselle, ancien directeur de la Bibliothèque de l'hôtel de ville de Paris
- Philippe Cauvin, directeur des Constructions publiques et de l'Architecture de la Ville de Paris
- François Chaslin, architecte et critique d’architecture
- François Chatillon, architecte en chef des monuments historiques
- Paul Chemetov, architecte et urbaniste
- Olivier Cinqualbre, conservateur du département d’architecture du Musée national d'Art moderne
- Serge Colas, Architecte des bâtiments de France
- Richard Copans, producteur et réalisateur (producteur de la collection « Architectures » sur Arte)
- Marie-Jeanne Dumont, professeur à l’École nationale supérieure d'architecture de Paris-Belleville, ancienne secrétaire générale de la Commission
- Claire Germain, directrice des Affaires culturelles de la Ville de Paris
- Valérie Guillaume, directrice du Musée Carnavalet
- Blanche Guillemot, directrice du Logement et de l'Habitat de la Ville de Paris
- Moïra Guilmart, ancienne présidente de la commission, ancienne adjointe au Maire de Paris, chargée du patrimoine
- Mireille Grubert, directrice honoraire de l’École de Chaillot
- Charlotte Hubert, architecte (diplômée de l’École de Chaillot)
- Pierre Housieaux, président de l’association Sauvegarde du Paris historique
- Daniel Imbert, conservateur général du patrimoine, secrétaire général de la commission
- Éric Lapierre, architecte (auteur du « Guide d’Architecture Paris 1900-2008 »)
- Maurice Laurent, architecte voyer honoraire
- Claude Mignot, historien de l’architecture, professeur émérite de l'Université Paris-Sorbonne, Centre André-Chastel
- Véronique Milande, conservatrice des œuvres d’art religieuses et civiles de la Ville de Paris
- Olivier de Monicault, président de l’association SOS Paris
- Monique Mosser, historienne de l’art, de l’architecture et des jardins, ingénieur d’études au CNRS, Centre André-Chastel
- Guillaume Nahon, directeur des Archives de Paris
- Soline Nivet, architecte, maître assistante à l’École nationale supérieure d'architecture de Paris-Malaquais
- Thierry Paquot, professeur à l’Institut d'urbanisme de Paris (éditeur revue « Urbanisme »)
- Claude Praliaud, directeur de l’Urbanisme de la Ville de Paris
- Christian Prévost-Marcilhacy, inspecteur général honoraire des monuments historiques
- Bénédicte Souffi, archéologue, Institut national de recherches archéologiques préventives (INRAP)
- Géraldine Texier-Rideau, architecte, historienne (co-auteur de « Places de Paris, XIXe – XXe siècles »)
- Alice Thomine, archiviste paléographe diplômée de l’École nationale des chartes, conservateur du patrimoine
- Emmanuelle Toulet, directrice de la Bibliothèque historique de la ville de Paris

#### Conseillers de Paris, désignés par le Conseil de Paris
- Gypsie Bloch
- Céline Boulay-Esperonnier
- Sandrine Charnoz
- Claire de Clermont-Tonnerre
- Yves Contassot
- Bernard Gaudillère, président de la commission
- Thierry Hodent
- Jean-François Legaret
- Véronique Levieux
- Roger Madec
- Jean-Louis Missika
- Valérie Nahmias
- Karen Taïeb
- Catherine Vieu-Charier

### Membres de 2021 à aujourd'hui

#### Personnalités qualifiées, nommées par la maire
- Ann-José Arlot, architecte, cheffe de l'Inspection générale des Affaires culturelles, ministère de la Culture.
- Laurence Bassières, docteur en histoire de l’architecture, maîtresse de conférences HCA, ENSA Paris La Villette, spécialiste de l’urbanisme patrimonial parisien en lien avec les questions d’inventaires.
- Sabri Bendimerad, architecte, enseignant à l’École nationale supérieure d’architecture de Belleville, a travaillé sur les questions de densité et sur le grand Paris (atelier et conseil scientifique). Publications sur l’histoire de l’habitat.
- Bernadette Blanchon, architecte, maîtresse de conférences à l’École nationale supérieure de paysage de Versailles. Recherche historique centrée sur le contexte urbain de l’après-guerre (1939-1975). Autrice de travaux sur le paysage et les paysagistes durant les 30 Glorieuses.
- Karen Bowie, historienne d’art, professeure en Histoire et cultures architecturales à l’École nationale supérieure d’architecture de Paris-La-Villette.
- Xavier Brunnquell, architecte, enseignant à l’École nationale supérieure d'architecture de Versailles.
- Dominique Cerclet, ancien conservateur régional DRAC Île de France (jusqu’en 2018), a publié sur les questions de restauration d’architecture et de décor.
- François Chaslin, architecte et critique d’architecture
- François Chatillon, architecte en chef des monuments historiques
- Grégory Chaumet, président de l’association Paris historique
- Bernard Desmoulin, architecte académicien, enseignant à l’École d’architecture de Paris-Val de Seine, membre de l'Académie des beaux-arts
- Léonore Dubois-Losserand, maîtresse de conférences à l'Ecole d'architecture de Paris Val-de-Seine, chercheur titulaire au laboratoire EVCAU (ENSAP – PVS)
- Pierre-Antoine Gatier, architecte en chef de monuments historiques
- Bernard Gaudillère, ancien président de la CVP
- Bérénice Gaussuin, architecte du patrimoine, docteure en architecture, maîtresse de conférences en histoire de l’architecture à l’École nationale supérieure d’architecture Paris-Malaquais
- Mireille Grubert, ancienne directrice de l’École de Chaillot
- Moïra Guilmart, ancienne présidente de la CVP, ancienne adjointe au Maire de Paris chargée du patrimoine
- Charlotte Hubert, architecte en chef de monuments historiques
- Paul Landauer, architecte, enseignante à l'École d'architecture de la ville & des territoires Paris-Est sur les sujets de transformation
- Soline Nivet, architecte DPLG, docteure en architecture, professeure  à l’ENSA Paris-Malaquais
- Jacqueline Osty, paysagiste, Grand Prix de l'urbanisme 2020, enseignante à l'École nationale supérieure de la nature et du paysage de Blois (Loir-et-Cher)
- Dominique Perrault, architecte et urbaniste
- Caroline Poulin, architecte et urbaniste
- Philippe Prost, architecte et urbaniste, professeur à l'École nationale supérieure d'architecture de Paris-Belleville
- Dominique Rouillard, architecte, docteure en histoire de l’art, enseignante chercheuse à l’école nationale supérieure d’architecture de Paris-Malaquais
- Patrick Rubin, architecte
- Philippe Simon, architecte urbaniste, architecte conseil de l’État, enseignant chercheur à l’école nationale supérieure d’architecture de Paris-Malaquais, auteur de nombreux ouvrages et articles sur le logement et l’histoire de la ville
- Géraldine Texier Rideau, architecte, historienne, maîtresse de conférences à l'École nationale supérieure d'architecture de Clermont-Ferrand (ENSACF)
- Alice Thomine, archiviste paléographe diplômée de l’École des Chartes, conservatrice du patrimoine

#### Conseillers de Paris, désignés par le Conseil de Paris
- Jacques Baudrier
- René-François Bernard
- Anne Biraben
- Claire de Clermont-Tonnerre
- Corine Faugeron
- Emmanuel Grégoire
- Béatrice Lecouturier
- Émile Meunier
- Christophe Najdovski
- Laurence Patrice
- Hanna Sebbah
- Karen Taieb
- Léa Vasa
- Aurélien Véron

#### Membres du collège institutionnel, nommés par la maire de Paris
- Dominique Alba, directrice générale de l'Atelier parisien d'urbanisme (Apur)
- Irène Basilis, directrice des affaires culturelles de la Ville de Paris
- Alexandre Labasse, directeur général du Pavillon de l'Arsenal
- Ariane Bouleau, directrice de l'urbanisme de la Ville de Paris

## Liste des secrétaires généraux
- Lucien Lambeau, secrétaire général de 1897 à 1914, membre jusqu'à sa mort en 1927.
- Marcel Poëte, secrétaire général de 1914 à 1920, membre jusqu'à sa mort en 1950.
- Michel Fleury, secrétaire en 1955[11], puis vice-président de 1975 à 2001[12].
- François Loyer, vice-président, secrétaire général de 2002 à 2007.
- Marie-Jeanne Dumont, secrétaire générale de septembre 2007 à mai 2011.
- François Robichon, secrétaire général de novembre 2011 à novembre 2013.
- Daniel Imbert, secrétaire général de novembre 2013 à février 2020.
- Simon Texier, secrétaire général depuis mars 2021[13].

## Institutions identiques
- Club pour le vieux Prague